# Buddy Richard
Ricardo Roberto Toro Lavín (Graneros; 21 de septiembre de 1943), conocido por su seudónimo Buddy Richard, es un cantautor y músico chileno, considerado parte fundamental del movimiento de la nueva ola chilena en la década de 1960, junto con artistas como Cecilia Pantoja, Luis Dimas, José Alfredo Fuentes y Peter Rock.
Algunas canciones de su autoría como «Mentira», que popularizó en 1981 en América Latina el cantautor nicaragüense Hernaldo Zúñiga, y en 1982, la intérprete Valeria Lynch en Argentina y parte de Sudamérica, y otras como «Tu cariño se me va», «Si me vas a abandonar», «Cielo», «Por ti», «Despídete con un beso», «Con mi bombo y mi chin chin», entre muchas otras; han sido interpretadas por intérpretes latinoamericanos.
Su apodo se compone de dos nombres: Buddy, por su admiración por el cantante estadounidense Buddy Holly —pionero del rock and roll— y Richard, por su nombre verdadero, Ricardo.

## Biografía

### Inicios en la música
Los inicios de su carrera fueron complicados, durante la década de 1960, dado la escasa cobertura que ofrecían los medios de la época a los cantantes emergentes. Sin embargo, esa vitrina la obtuvo de las revistas de moda como Ritmo, El Musiquero, Rincón Juvenil y Ecran.
Su primer éxito, «Balada de la tristeza» fue grabado en 1962 para Producciones Caracol, sello grabador de propiedad del discjockey Antonio Contreras. Al año siguiente, hizo una adaptación y cover en español del éxito de Tony Bennett de 1957 «I Am», titulada «Soy», acompañado por el tema «Recuerdos del ayer».[cita requerida] Cerró 1964 con la edición de Viviana, acompañada al reverso por Muchacho triste. Para 1965, grabó por primera vez un tema en inglés, Ferry Cross the Mersey, composición original de la banda británica Gerry and the Pacemakers de 1964. Entre 1966 y 1969, le suceden diversos éxitos como «Espérame», «Dulcemente», «Al final de la tarde», «Sé», «Despídete con un beso», «Tania», «Ayer volví», así como su cover y versión de la canción «Sunny», composición original de Bobby Hebb de 1963, titulado «Cielo», publicado en 1966.
Por ese entonces, ya era destacado en un ambiente donde artistas como Gloria Benavides, Cecilia Pantoja y José Alfredo Fuentes eran los más populares. Su carrera tuvo un primer gran hito con su gran recital en el Teatro Astor el 10 de diciembre de 1969. Cabe mencionar que en esta época los artistas locales hasta ese entonces no ofrecían este tipo de espectáculos como solistas. Luego de esa presentación inició una extensa gira nacional para promocionar su primer disco, un hecho inédito en el desarrollo de la música popular en Chile. A partir de 1970 y por toda esa década, las grabaciones de Buddy Richard fueron persistentes, generalmente consistían en sacar dos LP por año. Entre 1970 y 1975 impuso «Con mi bombo y mi chin chin», «El extranjero», «Amor por ti», «Quiera Dios», «Guitarra suena otra vez», «Si una vez», «Cada mañana», «Buscaré otro querer», «Tu cariño se me va», «Amor gitano», «Si me vas a abandonar», «Ahora que te vas de mí». A partir de 1976 y hasta 1980, sus éxitos siguieron; en este ciclo se incluyen «Toma mi cariño», «Guarda tus besos para mí», «Por ti», «Te necesito», concluyendo con «Mentira», su gran éxito de 1980, y que le abriría las puertas para darse a conocer como compositor en el resto de Latinoamérica.[cita requerida]

### Carrera consagrada
Ha estado en cuatro ocasiones en el escenario de la Quinta Vergara, como invitado del Festival de la Canción de Viña del Mar, en 1982, 1996, 2002 y en el 2008. Durante la década de 1990, participó en grabaciones con el grupo de rock chileno Los Tres, que incluso editó un cover de Tu cariño se me va como sencillo de su tercer disco, La espada & la pared, en 1995, con inusitado éxito. 
Compuso junto a Nino García el tema central de la teleserie de 1986 de TVN, La villa.[cita requerida] En 2005 se destacó en el estelar de televisión Rojo VIP, spin-off del popular programa vespertino de TVN que consistía en una competencia musical entre cantantes chilenos de larga trayectoria musical. Ese mismo año, participó como invitado en el disco del programa infantil 31 minutos titulado Ratoncitos, interpretando la canción «Mala/Cielo» junto al personaje Guaripolo.

### Retiro de los escenarios

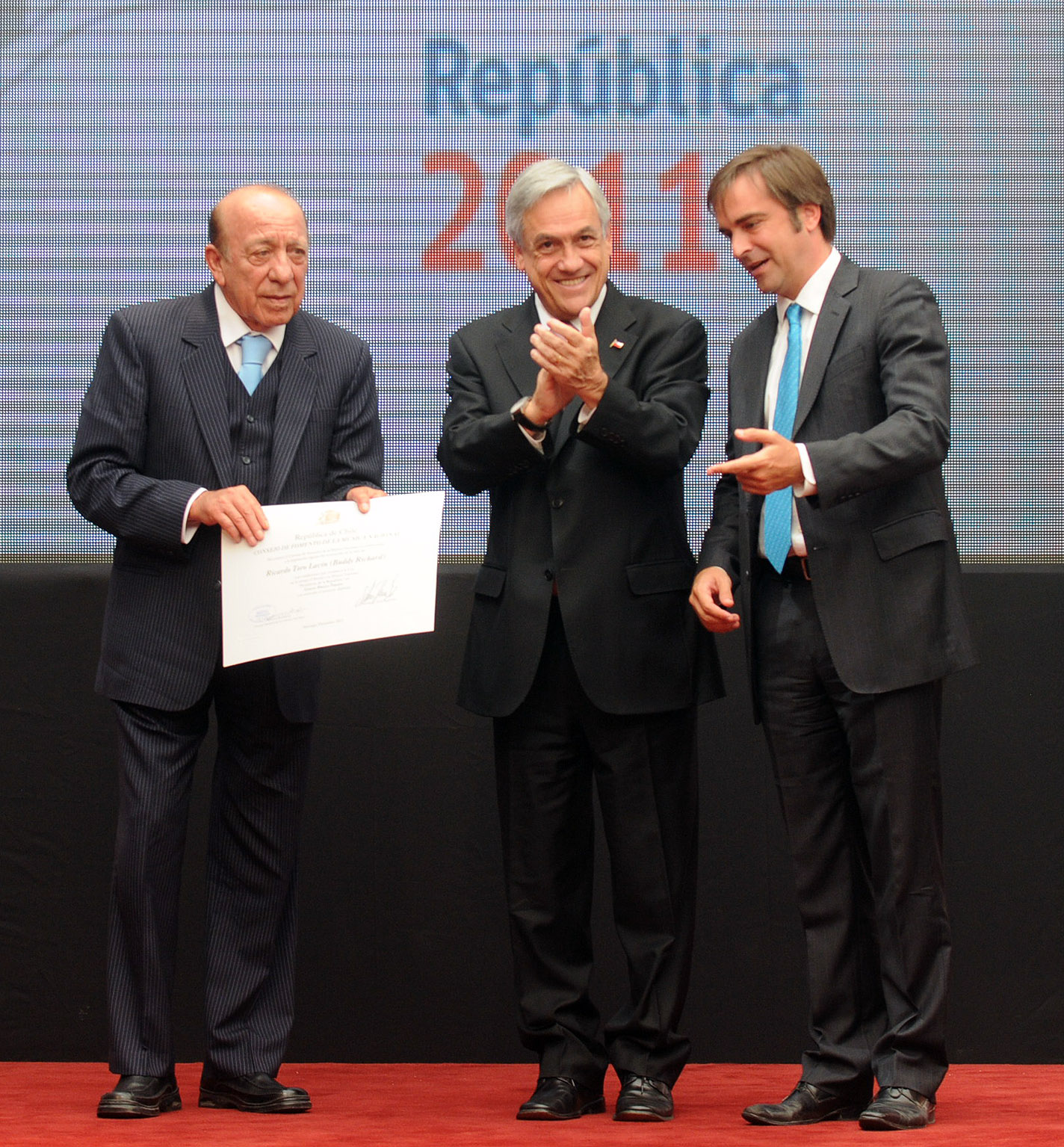
Buddy Richard en la entrega del Premio a la Música Nacional Presidente de la República 2011.

En enero de 2008 recibió un homenaje en la cena anual de la Sociedad Chilena del Derecho de Autor (SCD), la entonces presidenta Michelle Bachelet envió una carta de saludo, y donde se excusó de no poder acompañarlo ese día, elogiando su vasta carrera artística, estaban presentes, entre otras personalidades, el presidente del Senado, Eduardo Frei y la ministra de Cultura, Paulina Urrutia. Este reconocimiento marcó el inicio de su despedida de los espectáculos, en donde se inserta su cuarta presentación en el Festival Internacional de la Canción de Viña del Mar, el 25 de febrero de 2008, donde recibió los tres premios —"antorcha de plata", "antorcha de oro" y "gaviota de plata"—.
Fue también homenajeado en el Estadio Monumental del club de fútbol Colo-Colo, donde recibió un premio antes de iniciarse un partido, y fue aclamado por los hinchas de dicho club deportivo, dado que "Buddy" nunca mantuvo en secreto su fanatismo por el equipo albo.[cita requerida]
El año 2008 apareció en la película chilena El regalo, la cual tuvo una elogiosa crítica, narra la historia de unos amigos de la tercera edad que regalan a uno de ellos un fin de semana en las termas de Chillán, culmina ese fin de semana con una actuación en vivo de Buddy Richard, quien había sido un ícono artístico para todos ellos. En 2009 fue invitado a un maratónico show con más de 50 artistas para dar inicio al Bicentenario de Chile, en esta ocasión interpretó temas junto al grupo Los Tres, siendo ovacionado por los miles de espectadores que presenciaron este show de más de 6 horas de duración.[cita requerida]
Durante los años 2011 y 2012 realizó spots publicitarios para Banco Estado, donde aparece cantando su canción «Tu cariño se me va».
Hasta junio de 2013, su título Mi historia (2012) vendió 18 000 copias en Chile, donde se convirtió en el sexto álbum chileno más vendido en formato físico durante el siglo XXI.

### Controversias
En el año 2017, un extenso reportaje en el semanario The Clinic daba cuenta sobre su eventual conocimiento respecto de las circunstancias del fallecimiento del humorista y actor chileno-mexicano Hugo Goodman, acontecido en 1974, posterior a la exitosa participación del humorista y actor en el Festival de la Canción de Viña del Mar de ese año. Hugo Goodman estaba de gira por el país con el artista y con el humorista Bigote Arrocet cuando por extrañas circunstancias falleció en un confuso incidente y tiroteo en Concepción. Tras el fallecimiento de Goodman, tanto Buddy Richard como Bigote Arrocet han mantenido un estricto silencio. A principios de 2017, la familia de Hugo Goodman presentó acciones judiciales con el fin de aclarar judicialmente las circunstancias del incidente. Hasta el día de hoy, la causa judicial sigue en desarrollo.
A principios de 2021, Rita Góngora y la actriz Beatriz Alegret —ambas exparejas del artista y compositor— admitieron públicamente en un extenso reportaje y entrevista difundido por Radio Bío-Bío sobre los problemas del artista con las drogas y el alcohol durante sus años de mayor fama y cómo estas situaciones llevaron a que Ricardo Toro cometiera actos de maltrato y violencia física, incluso —según aseguran en sus testimonios— recurriendo al uso de armas. Tras la publicación del reportaje y ante eventuales acciones judiciales por parte de las afectadas, varios cuestionamientos surgieron en torno a la idea del Alcalde de Graneros en funciones, Claudio Segovia, de rebautizar una de las principales calles de Graneros con el nombre de Paseo Buddy Richard, situación que ha dejado en suspenso el decreto alcaldicio.

## Discografía

### Discos de estudio
- Buddy Richard y sus amigos (1964)
- Buddy Richard en el Astor (1969)
- Quiera Dios (1971)
- ¡Buddy! (1974)
- Buddy Richard (1985)
- Solo Buddy (2001)

### Recopilaciones
- Mis más grandes éxitos (2000)
- Mi historia (2012)

### Colaboraciones
- Ritmo de la juventud. Vol. 2 (1996)
- Ritmo de la juventud. Vol. 6 (1996)
- Ritmo de la juventud. Vol. 8 (1996)
- Ritmo de la juventud. Vol. 9 (1996)
- Ritmo de la juventud. Vol. 11 (1996)
- Ritmo de la juventud. Vol. 10 (1996)
- La Nueva Ola en 30 grandes éxitos (1997)
- Las grandes canciones chilenas del siglo XX (1999)
- La Nueva Ola chilena, 28 éxitos de colección (2000)
- Sexo con amor, La música que no acaba (2003)
- Generaciones: Dos épocas en dueto (2003)
- Años 60, la década hippie. Revolución local (2003)
- Ratoncitos (2005)